# 一色昭秀
一色 昭秀（いっしき あきひで）は、戦国時代から安土桃山時代にかけての武士。

## 概要
本来は二階堂氏の人間で二階堂孝秀と名乗っていたが、後に一色姓を名乗ることを許されて一色孝秀、さらには一色昭秀と名乗った（入名字）。『言継卿記』永禄12年（1569年）6月12日条によると、この時美濃国に下向中であったという。天正4年（1576年）に足利義昭が備後国鞆へ移った際には同行し（鞆幕府）、御内書の添状を作成した。同14年（1586年）12月4日には、義昭が豊臣秀吉と島津義久の和議の仲介を務めることを報告する役として鹿児島に向かっている。慶長2年（1597年）8月28日に義昭が亡くなると真木島昭光らとともに葬儀を取り仕切った。同16年（1611年）3月28日に豊臣秀頼が二条城に上洛した際に同行している（二条城会見）。